# Catéchine
La catéchine est un composé organique de la famille des flavanols, une sous-classe des flavonoïdes. Elle est aussi connue sous le nom de catéchol, avec le risque de confusion avec le pyrocatéchol parfois dénommé lui aussi catéchol. L'usage dans la communauté scientifique a fini par imposer le terme de catéchine, dérivé du terme anglais catechin. Ce tannin catéchique est un composé allélopathique initialement découvert dans les fruits de l'acacia à cachou (Acacia catechu, auquel cette molécule doit son nom). La catéchine et ses nombreux isomères sont de puissants antioxydants qui aident à prévenir les maladies inflammatoires et coronariennes. Ils sont également phytotoxiques et antibactériens.
Le terme de catéchine est aussi parfois utilisé pour désigner la classe des flavanols (flavan-3-ols, flavan-3,4-ols et leurs esters galliques). Pour éviter la confusion entre la classe et le composé, ce dernier est désigné dans ce contexte par (+/-)-catéchine.

## Les stéréoisomères

Numérotation de la catéchine

La catéchine existe sous forme de plusieurs stéréoisomères provenant de deux carbones asymétriques. Les formes énantiomères (en image spéculaire) dans les positions 2 et 3 de l'hétérocycle central, nommée configuration R/S, donnent les quatre structures suivantes :
| Structures des énantiomères de la catéchine/épicatéchine |               |         |
| Nom                                                      | Configuration | Formule |
| (+)-catéchine                                            | 2R, 3S        |         |
| (–)-épicatéchine                                         | 2R, 3R        |         |
| (–)-catéchine                                            | 2S, 3R        |         |
| (+)-épicatéchine                                         | 2S, 3S        |         |

Dans la nature, les isomères les plus fréquents sont la (+)-catéchine et la (–)-épicatéchine. Les deux autres énantiomères sont beaucoup plus rares et leur présence semble liée à des réactions enzymatiques ou à des traitements thermiques.
C'est ainsi que la fève de cacao fraîche contient principalement de la (–)-épicatéchine et un peu de (+)-catéchine. Mais une fois torréfiée, la fève (et le chocolat) révèle en plus de la (–)-catéchine. La haute température nécessaire à la torréfaction déplace l'équilibre d'épimérisation vers la (–)-catéchine :
(–)-épicatéchine → (–)-catéchine
Certaines plantes synthétisent en égales quantités les énantiomères (+) et (–). Ainsi, la racine de centaurée maculée (Centaurea maculata) exsude une (±)-catéchine racémique  avec une composante (–)-catéchine développant une activité herbicide puissante, susceptible de repousser les plantes voisines compétitives.
Le chauffage de la catéchine au-delà de son point de décomposition libère du pyrocatéchol, dénommé aussi catéchol, au risque de confusion.
Les tanins condensés sont des oligomères ou des polymères dérivés de la (+)-catéchine ou de ses isomères.

## Quelques catéchines communes
Catéchines communes du thé et du vin avec une configuration –cis dans les positions 2, 3 :
| Structures de catéchines 2,3-cis   |    |     |            |
| Composés                           | R3 | R5' | Structures |
| (–)-épicatéchine EC                | OH | H   |            |
| (–)-épigallocatéchine EGC          | OH | OH  |            |
| (–)-épicatéchine gallate ECG       | G  | H   |            |
| (–)-épigallocatéchine gallate EGCG | G  | OH  |            |

Quelques catéchines communes avec une configuration -trans dans les positions 2, 3 :
| Structures de catéchines 2,3-trans |    |     |            |
| Composés                           | R3 | R5' | Structures |
| (+)-catéchine C                    | OH | H   |            |
| (+)-gallocatéchine GC              | OH | OH  |            |
| (+)-gallocatéchine gallate GCG     | G  | OH  |            |

## Inhibition de l'histidine décarboxylase
La (+)-catéchine est un inhibiteur de l'histamine N-méthyl transférase, et inhibe donc la conversion de la L-histidine en histamine. De ce fait, elle peut avoir un effet bénéfique sur les désordres immuns dus à l'histamine dans un certain nombre de pathologies dont, entre autres, l'ulcère gastrique.

## Action générale sur la santé
L'action générale des catéchines sur la santé est mal connue, elles font partie des anti-oxydants, mais on considère parfois qu'elles pourraient limiter l'absorption du fer,.

## Catéchines et métaux lourds
Des catéchines (celles du thé notamment) semblent diminuer le stress oxydatif induit par le plomb dans les cellules. Elles pourraient donc participer au traitement des intoxications saturnines.